# Dominic Artis
Dominic Jordan Artis (ur. 7 lipca 1993 w San Francisco) – amerykański koszykarz, występujący na pozycjach rozgrywającego lub rzucającego obrońcy, obecnie zawodnik KK Cedevity Olimpija Lublana.
W 2011 wystąpił w turnieju Nike Global Challenge, podczas którego jego drużyna zajęła czwarte miejsce.
W 2017 został pierwszym zawodnikiem w historii, który przewodził drużynie w zbiórkach (6,5), asystach (5,8) i przechwytach (1,9), w trakcje jednego sezonu. Został też czwartym zawodnikiem w historii konferencji USA, (pierwszym w UTEP), który uzyskał podczas jednych rozgrywek co najmniej 400 punktów, 150 zbiórek, 150 asyst i 50 przechwytów.
W sierpniu 2017 został zawodnikiem Czarnych Słupsk. 10 stycznia 2018 opuścił klub. 2 dni później podpisał umowę z bośniackim BC Igokea Aleksandrovac.
19 sierpnia 2019 dołączył do MKS-u Dąbrowy Górniczej. 30 stycznia 2020 opuścił klub, aby dołączyć do słoweńskiej KK Cedevity Olimpija Lublana. 14 sierpnia 2020 zawarł umowę z greckim Kolossos Rodos. 25 lipca 2021 został zawodnikiem francuskiego Basket Cholet.

## Osiągnięcia
Stan na 10 czerwca 2023, na podstawie, o ile nie zaznaczono inaczej.

### NCAA
- Uczestnik rozgrywek:
  - Sweet Sixteen turnieju NCAA (2013)
  - II rundy turnieju NCAA (2013, 2014)
- Mistrz turnieju konferencji Pac-12(2013)
- Zaliczony do:
  - I składu:
    - All-Academic Team konferencji USA  (2016)
    - turnieju Don Haskins Sun Bowl Invitational (2017)

  - II składu konferencji USA (2017)

### Klubowe
- Wicemistrz FIBA Europe Cup (2023)[11][12]
- Zdobywca Pucharu Bośni i Hercegowiny (2018)
- Finalista Pucharu Słowenii (2020)[13]

### Indywidualne
- MVP tygodnia EBL (1 – 2019/2020)[14]
- Lider EBL w średniej przechwytów (2018)[15]